# Marc Hauser

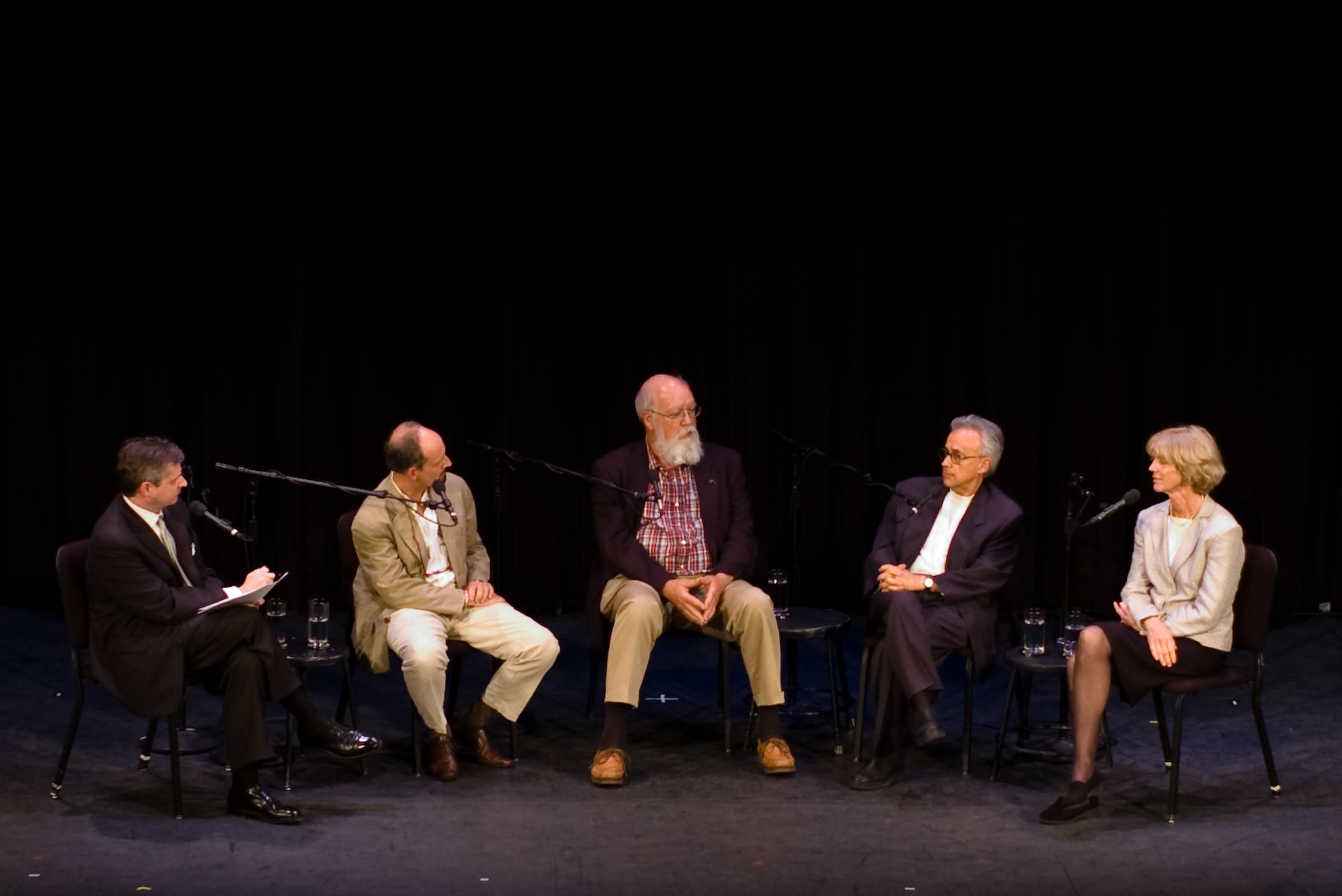
D'esquerra a dreta, Jon Meacham, Marc Hauser, Daniel Dennett, Antonio Damasio i Patricia Churchland

Marc Hauser (Cambridge, Estats Units, 1959), llicenciat en ciències per la Universitat de Bucknell i doctorat per la Universitat de Califòrnia, actualment és professor a la Universitat Harvard als departaments de Psicologia, Organísmica i Biologia Evolutiva i Antropologia Biològica. També és codirector del programa sobre la Ment, el Cervell i el Comportament, i director del laboratori de Neurociència Cognitiva dels Primats. Les seves investigacions, centrades en l'estudi de la ment dels animals humans i no humans, han resolt alguns dels misteris sobre l'evolució del llenguatge, la representació conceptual, la cooperació social, la comunicació i la moralitat. Ha escrit més de dos-cents treballs d'investigació i cinc llibres, entre ells: The evolution of communication (1996); Mentes salvajes: ¿Qué piensan los animales? (2000) i Moral minds: The unconscious voice of right and wrong.
El mes d'agost de 2010, la Universitat de Massachusetts reconeix que Hauser havia comès frau en alguns dels seus treballs. Segons cita la revista Nature, la investigació de la Universitat va identificar en tres de les publicacions de Hauser "problemes relacionats amb la recollida, anàlisis i retenció de dades i amb la publicació de la metodologia i els resultats de les investigacions".